# NGC 6822
NGC 6822 (také známá jako Barnardova galaxie, IC 4895 nebo Caldwell 57) je nepravidelná galaxie s příčkou v souhvězdí Střelce vzdálená přibližně 1,6 milionů světelných let. Objevil ji americký astronom Edward Emerson Barnard v roce 1884. Je součástí Místní skupiny galaxií a je to jedna z galaxií blízkých k Mléčné dráze. Stavbou se podobá Malému Magellanově oblaku. Průměr této galaxie je přibližně 7 000 světelných let.
Na obloze se nachází v severovýchodní části souhvězdí u hranice se souhvězdím Orla, 1,5 stupně severovýchodně od hvězdy 55 (e²) Sagitarii. Na tmavé obloze bez světelného znečištění je viditelná středně velkým amatérským astronomickým dalekohledem při malém zvětšení nebo obřím triedrem. 40 úhlových minut severně od NGC 6822 se nachází planetární mlhovina NGC 6818 a 8 stupňů jihovýchodně leží kulová hvězdokupa M75. 

## Historie pozorování
Edwin Hubble napsal v roce 1925 klíčový článek N.G.C. 6822, A Remote Stellar System,
ve kterém popisuje 15 proměnných hvězd (11 z nich byly cefeidy). Prozkoumal také rozložení hvězd v galaxii až do magnitudy 19,4, včetně jejich spektrálních charakteristik a zářivostí, a rozměry pěti nejjasnějších difúzních mlhovin (velkých HII oblastí). Vypočítal také absolutní magnitudu této galaxie. 
Hubbleův objev jedenácti cefeid je v astronomii důležitým mezníkem. Pomocí vztahu mezi periodou a svítivostí cefeid určil Hubble jejich vzdálenost na více než 700 000 světelných let. Byl to první systém s přesně určenou vzdáleností, který se nacházel ve větší vzdálenosti než Magellanovy oblaky. (Následně Hubble provedl tento průzkum  u Galaxie v Andromedě a Galaxie v Trojúhelníku). Vypočítaná vzdálenost této galaxie byla mnohem větší než hodnota 300 000 světelných let, kterou Harlow Shapley přiřadil rozměru celého vesmíru. Tímto článkem Hubble uzavřel Velkou debatu z roku 1920 mezi Heberem Curtisem a Harlowem Shapleym o rozměrech vesmíru a povaze "spirálních mlhovin". Brzy začalo být zřejmé, že všechny spirální mlhoviny vlastně byly spirální galaxie daleko za hranicemi naší Galaxie.
Paul W. Hodge v roce 1977 rozšířil seznam známých HII oblastí v Barnardově galaxii na 16 a dnes je těchto oblastí známo více než 150.

## Galerie obrázků

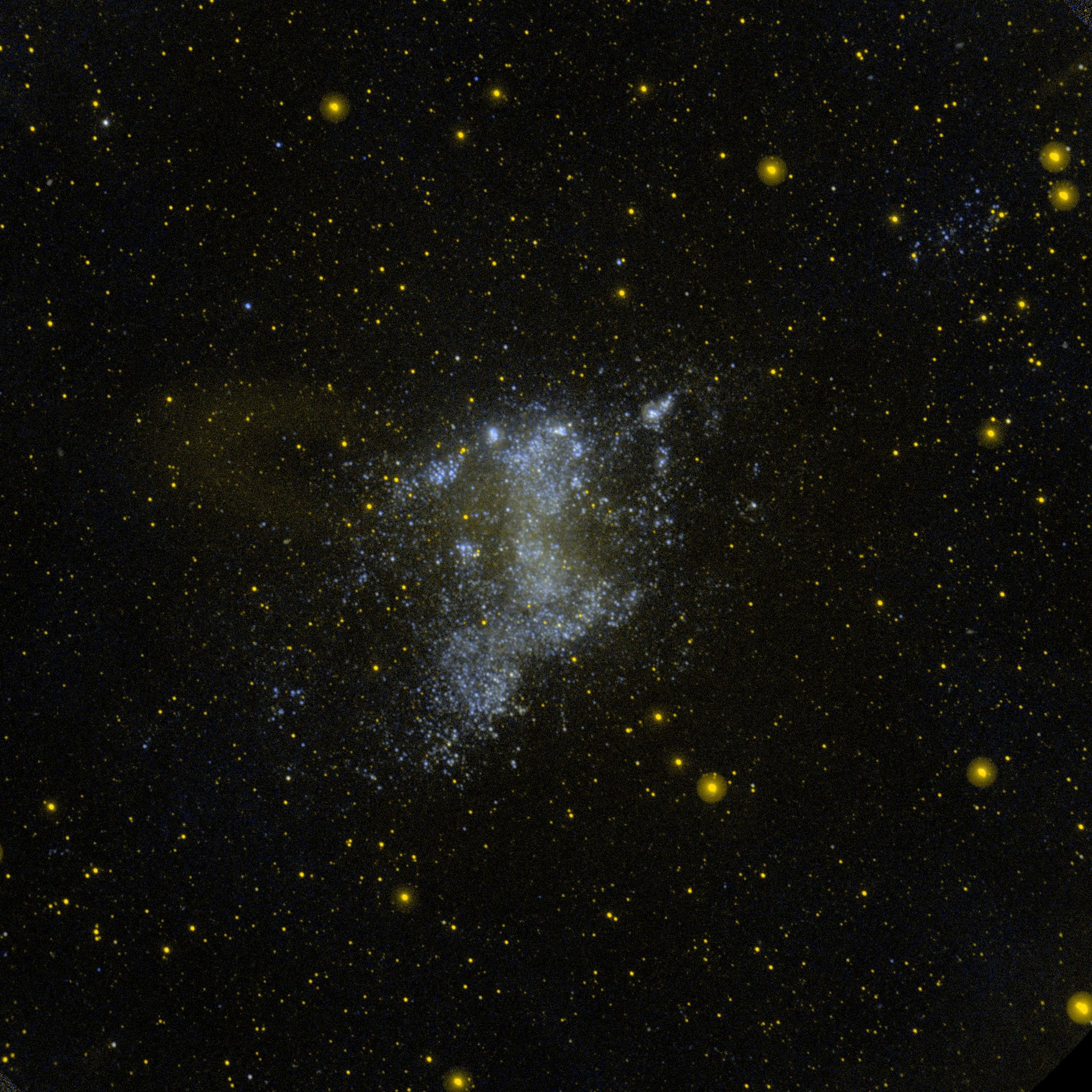
NGC 6822 na ultrafialovém snímku z dalekohledu GALEX.
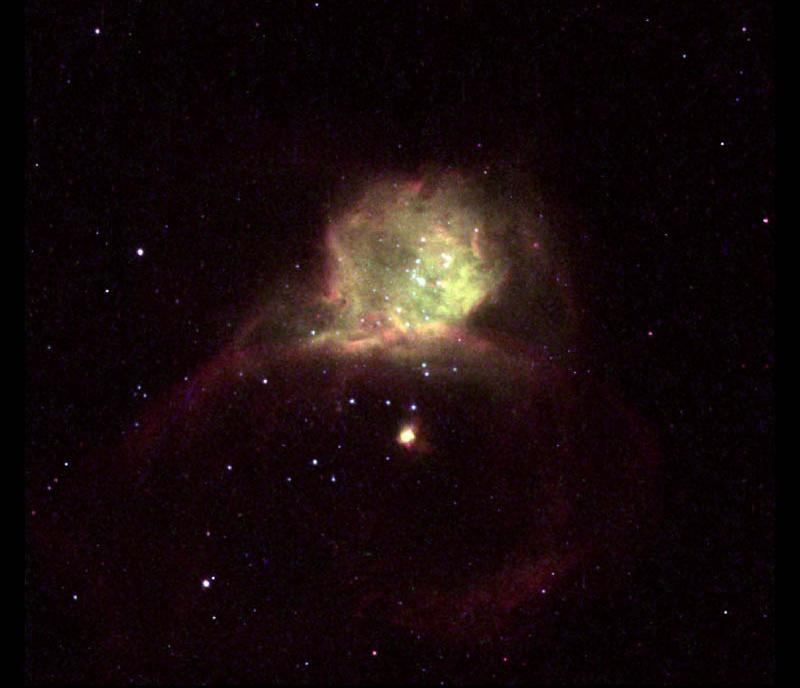
Hvězdotvorná oblast v NGC 6822 na snímku z Hubbleova dalekohledu.
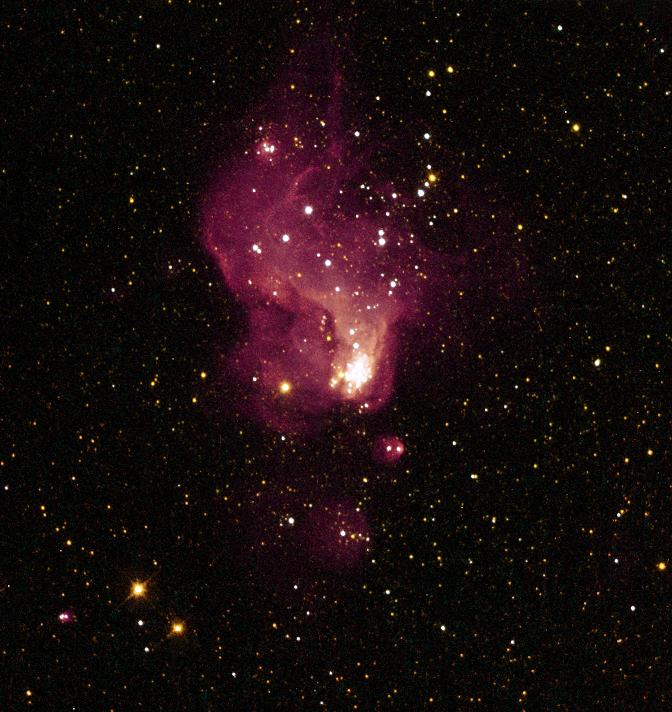
"Továrna na hvězdy" v NGC 6822.
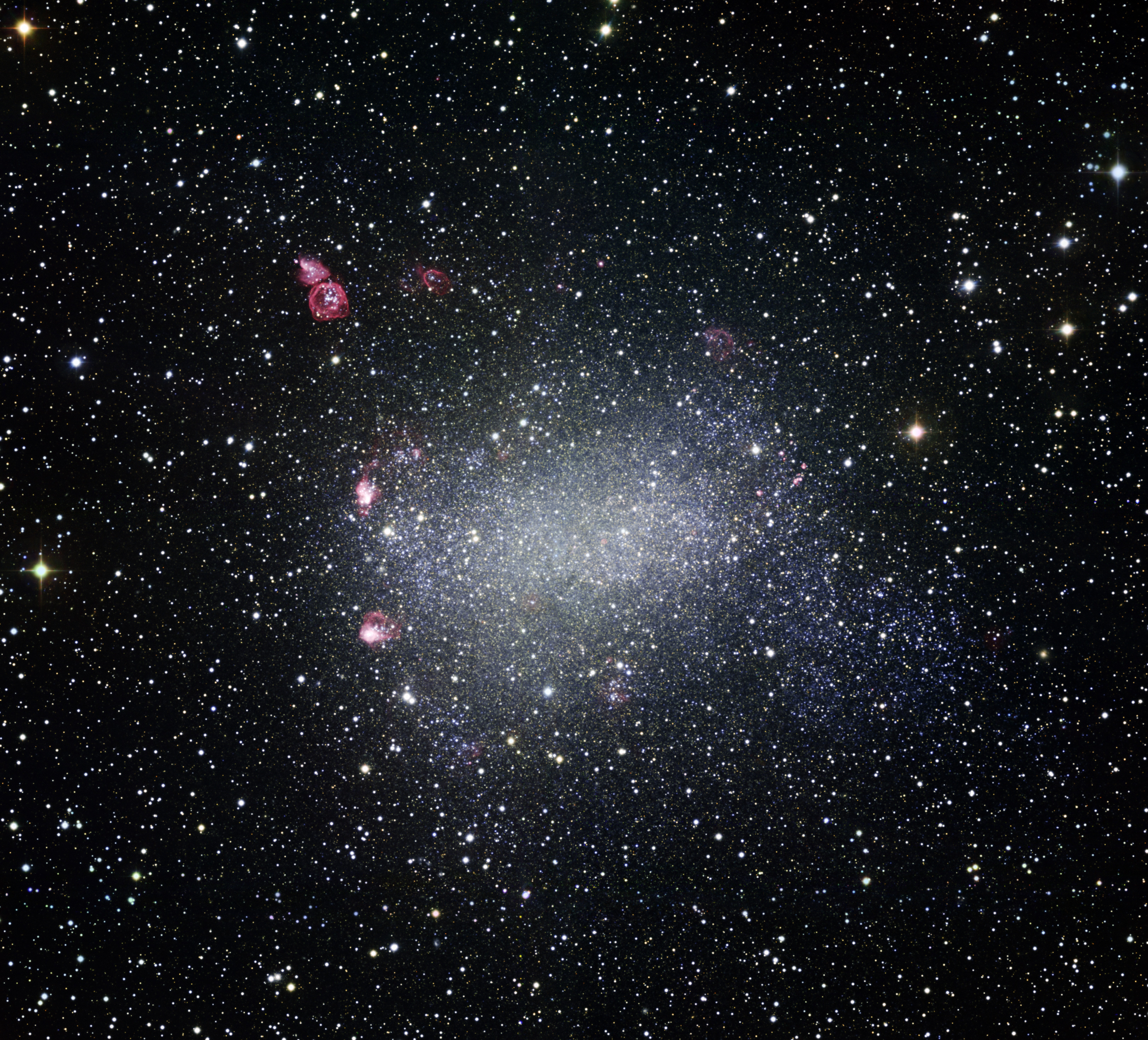
NGC 6822 na širokoúhlém snímku ESO.